# Пульверизатор

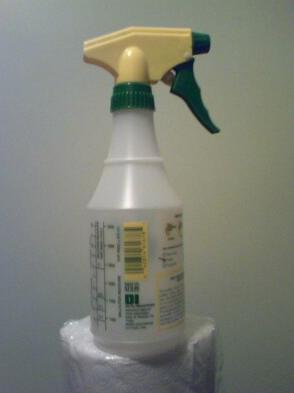
Пляшка з ручним обприскувачем

Інші значення див. Аерозольний диспенсер, форсунка, аерозоль, аерозоль (лікарська форма)
Пульверизатор (розпилювач, обпризкувач) — ключовий елемент обприскувача, штанги-розпилювача чи пістолета-розпилювача, форсунки (наприклад, з обертовим розпилювачем), прасок; машини чи устаткування для оздоблювальних або покрівельних робіт; пристрій з розпилювачем, що використовується для розпилення або розбризкування рідини.
Розпилювачі використовуються для розпилення з метою одержання аерозолю або бризок рідких прохолодних мийних засобів, косметики, хімічних речовин. В сільському господарстві для розпилення або розбризкування гербіцидів та ін.
У сільському господарстві, обприскувач це частина обладнання з форсункою для застосування гербіцидів, пестицидів та добрив для сільськогосподарських культур, польових культур, багаторічних насаджень, чагарників та ягідників.
Обприскувачі варіюються в розмірах і в типах портативних пристроїв: ручні пляшкові обприскувачі, ручні ранцеві обприскувачі з пістолетами; садові обприсувачі, обприскувачі для самохідних установок, для підйомних машин, обприскувачі причіпні, навісні, бензинові.

## Етимологія
Пульверизувати — запозичення з французької мови; французьке pulvériser «пульверизувати, розпилювати» походить від пізньолатинського pulverisare, утвореного від лат. pulvis (pulveris) «пил, дрібний пісок, попіл», спорідненого з латинським pollis «мука тонкого помелу».

Вибух обприскувач з виноградників і садів

| Самохідний обприскувач | Самохідний обприскувач | Самохідний обрискувач в роботі | Садовий обприскувач |

## Винахід
- Близько 1790 у Франції виявлено явище виштовхування газованого напою з ємності.
- 1837 - винайдений сифон.
- 1862 - експерименти з розбризкуванням рідини за допомогою стисненого газу.
- 1927 - норвезький інженер Ерік Ротхейм запропонував першу придатну для застосування конструкцію аерозольного балона.
- 1943 - американці Лайл Гудхью та Вільям Салліван на замовлення уряду США розробили «бомбу для комах», (йшла Друга світова війна, і потрібно було знайти спосіб оперативно розпорошувати інсектициди, щоб взяти під контроль хвороби, що переносяться комахами ). Цю дату можна назвати початком масового виробництва аерозольних балонів.
- 1947 - інсектициди в аерозольній упаковці вийшли на масовий ринок.
- 1949 - Роберт Абпланальп винаходить розпилювальний клапан сучасного типу. У тому ж році Едвард Сеймур за пропозицією його дружини Бонні налагоджує виробництво аерозольної фарби.
- 1970-і роки - після досліджень, згідно з якими фреон руйнує озоновий шар, розпочато перехід на вуглеводневі пропеленти.

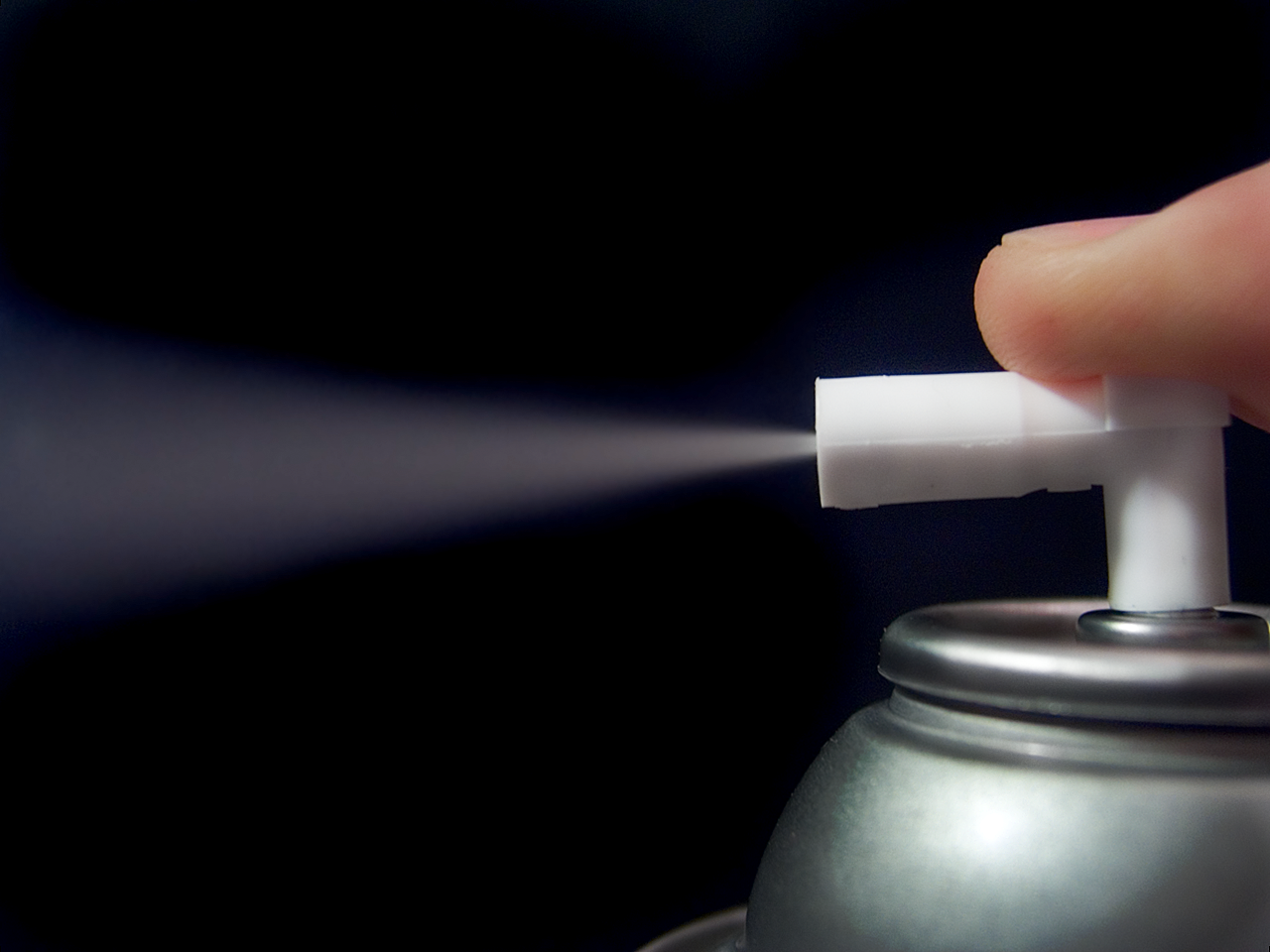
Аерозольний диспенсер в формі металевого балону